# Izland hívójelkörzetei
Izland hívójelkörzetei igazodnak az ország régióinak határvonalaihoz, viszont a sziget belső részében egy külön, 0. hívójelkörzet került kialakításra.
Izland számára az ITU a TF hívójelprefixet osztotta ki.

## Izland hívójelkörzetei[1][2][3][4]
| körzet | prefix | régió                              |
| ------ | ------ | ---------------------------------- |
| 0      | TF0    | A sziget belső része               |
| 1      | TF1    | Déli régió                         |
| 2      | TF2    | Nyugati régió                      |
| 3      | TF3    | Nagy-Reykjavík                     |
| 4      | TF4    | Nyugati fjordok régió              |
| 5      | TF5    | Északkeleti régió                  |
| 6      | TF6    | Keleti régió                       |
| 7      | TF7    | Vestmannaeyjar (Vestmann szigetek) |
| 8      | TF8    | Déli-félszigeti régió              |
| 9      | TF9    | Északnyugati régió                 |

## Lajstromjel
Vízi és légi járművek lajstromjelezéséhez a TF prefixet használják.